# Амьенская миза
Амьенская миза (также известно как Амьенское соглашение[a]) — решение короля Франции Людовика IX Святого от 23 января 1264 года, рассматривавшего конфликт между английским королём Генрихом III и его восставшими баронами под руководством Симона де Монфора. Одностороннее решение в пользу английского короля привело к началу Второй баронской войны.
Конфликт между королём и знатью вызывали влияние иностранцев при его дворе и высокие налоги. В 1258 году Генрих был вынужден принять Оксфордские провизии, существенно ограничившие власть короля и передавшие управление страной в руки избранного совета из высшей знати, но в дальнейшем этот документ им не соблюдался. В 1263 году обе стороны конфликта во избежание возможной гражданской войны передали дело в руки французскому королю. Последний являлся твёрдым сторонником королевской прерогативы, и вынес решение полностью в пользу царственного коллеги.[b]
Подобный исход процесса был неприемлемым для баронов, и военные действия начались почти сразу после опубликования соглашения. После победы в битве при Льюисе в мае 1264 года, Монфор получил кратковременный контроль над всей страной, но старший сын Генриха и будущий король Англии Эдуард позже смог одолеть мятежников в битве при Ившеме в августе 1265 года, где Симон был пленён и убит. Отдельные очаги баронского восстания продолжали функционировать, но к концу 1266 года после принятия Кенилвортского приговора восставшие получили королевскую амнистию

## Предыстория
К 1264 году правление Генриха III было омрачено спорами между ним и знатью, причинами которых было сразу несколько вещей:
1. Влияние двух групп королевских фаворитов при дворе: Савояров (родственников матери королевы Элеоноры Прованской) и королевских сводных братьев.[2]
2. В 1254 году король принял предложение папы римского Иннокентия IV принять корону Сицилии для своего младшего сына Эдмунда. Титул вместе с островом принадлежал немецкой династии Гогенштауфенов, и борьба с ними обещала быть весьма дорогой.[3]
3. Личный конфликт между Генрихом и графом Лестера Симоном де Монфором, который изначально был его другом и в 1238 году женился на его сестре Элеаноре.[4]

Вскоре Монфор стал лидером оппозиции вместе с Ричардом де Клером. В 1258 году Генрих был вынужден подписать Оксфордские провизии, по которым контроль над правительством передавался совету из высшей знати. В 1259 году баронская программа реформ была доработана в Вестминстерских провизиях.
Этот документ функционировал три года, в это время старший сын короля Эдуард был в союзе с оппозиционерами. В 1261 году Генрих получил папскую отмену провизий, восстанавливавшую его власть над страной. Но следующие два года только ухудшили ситуацию: ему не удалось примириться с Монфором, к которому присоединился сын Ричарда де Клера Гилберт. В апреле 1263 года Монфор возвратился в страну после длительного пребывания во Франции, чем усилил движение реформаторов. 16 июля Генрих был окружён восставшими в лондонском Тауэре, после чего повторно принял условия провизий. Принц Эдуард окончательно встал на сторону своего отца, и в октябре захватил Виндзорский замок, чем вызвал начало распада в альянсе баронов. В такой ситуации Симон де Монфор согласился принять перемирие и передать вопрос на рассмотрение французскому королю.

## Аргументы и соглашение
28 декабря 1263 года Генрих III отправился во Францию, чтобы представить своё дело королю Людовику. Из-за несчастного случая Монфор не мог лично присутствовать, отправив вместо себя Питера де Монфора с несколькими людьми. В сентябре Генрих уже обращался к соседнему монарху, но тогда тот, несмотря на сочувствие, высказался в пользу сохранения провизий В Амьене английский король утверждал, что в нарушении королевской прерогативы ему запрещено назначать собственных министров и чиновников. Попутно он обвинил своих противников в разрушении и опустошении королевских замков и земель, в качестве компенсации он потребовал взыскать с баронов 300 000 фунтов и 200 000 марок. Ссылаясь на папское аннулирование, Генрих просил французского короля освободить его от соблюдения подписанных и признанных им до этого провизий.[c]

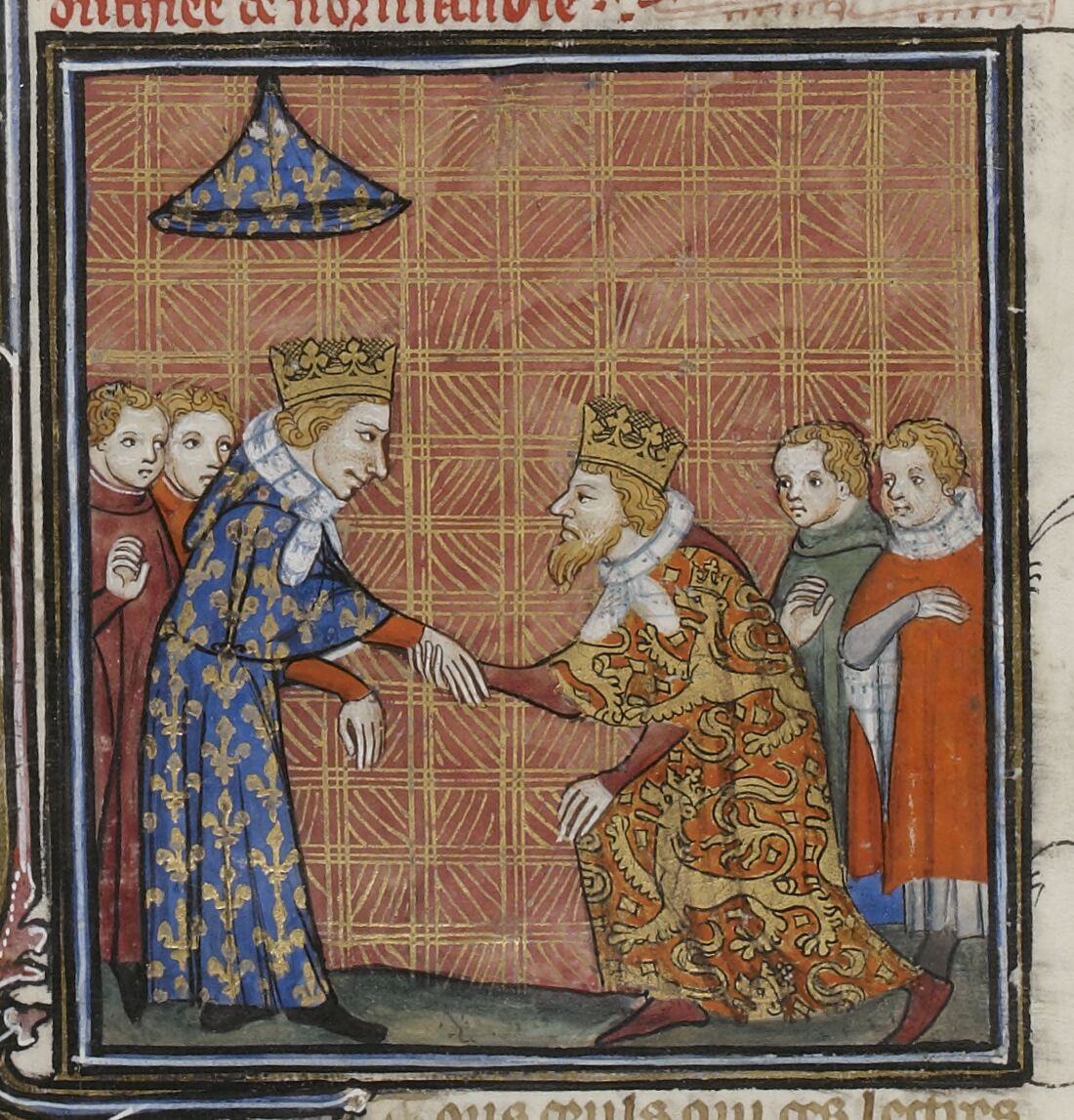
Генрих III делает оммаж Людовику IX. Как аквитанский герцог, Генрих являлся вассалом французского короля.

Из всех жалоб баронов к настоящему времени сохранилось только два документа. В первом они описывали предысторию своего конфликта с королём, и факт подписания королём предложенных ими положений, что было сделано им в попытке сохранить общественную поддержку. Попутно в документе разъяснялась суть инспирированных избранным комитетом реформ. Для восстановления порядка и умиротворения, совет назначил новых главного юстициария и лорда-канцлера., а также новых шерифов в графствах, подчинявшихся правительству. Генриха III обвиняли в нарушении этих процессов, когда он самовольно назначил собственного канцлера и ряд шерифов. и захватил Винчестерский замок, переданный Монфору согласно провизиям. Также претензии предъявлялись сторонникам королям, в частности Роджеру Мортимеру из-за его набегов в валлийской марке. Во втором документе внимание было посвящено нарушениям короля, а именно: грабительскому налогообложению, нарушению прав церкви и великой хартии вольностей.
23 января 1264 года Людовик IX сообщил о своём решении, выходившем полностью в пользу Генриха III. Документ начинается с повторной публикации заявлений двух сторон конфликта, где они передают право решения в руки иноземного монарха. Позже перечисляются все трудности, пережитые Англией за предыдущие годы, и подчёркивается важность резолюции. Так как папа римский уже признал недействительными провизии, Людовик постановил «…отменить все эти положения, постановления, и обязательства, или как ещё они могли быть названы…», и освободил соседнего короля от их исполнения. Переданные баронам в рамках соглашений замки передавались назад английскому правителю, и Генри был волен в назначении собственных министров. Единственной уступкой знатной оппозиции являлась всеобщая амнистия, распространявшаяся на всех участников конфликта. О финансовых требованиях Генриха III в документе не упоминается. С самого начала было очевидно, что на решение Людовика повлияет позиция католической церкви (учитывая его набожность), приверженность к королевской прерогативе и родственные связи с Генрихом III (чья супруга Элеонора Прованская являлась невесткой французского правителя).

## Последствия
Соглашение не стало решением конфликта, но стало одной из предпосылок будущих проблем. Односторонность документа в пользу короля не оставило Симону де Монфору какого-либо другого выхода, как вооружённое восстание. Военные действия стартовали в феврале 1265 года, когда сыновья Монфора Генри и Симон атаковали владения Роджера Мортимера в марках. Генрих созвал собственных феодалов, и королевская армия одержала победу в Нортгемптоне, где пленила младшего Симона. Лондон контролировался сторонниками Монфора-старшего, а власть короля признавали Кент и Сассекс. Монфор отправился из столицы для переговоров, но требование сохранить действие положений было отвергнуто монархом. Единственным выходом оставалась война, и 14 мая 1264 года армии столкнулись у города Льюис, где, не взирая на численный перевес, победили бароны. По Льюисской мизе все провизии были восстановлены, а Эдуард становился заложником.

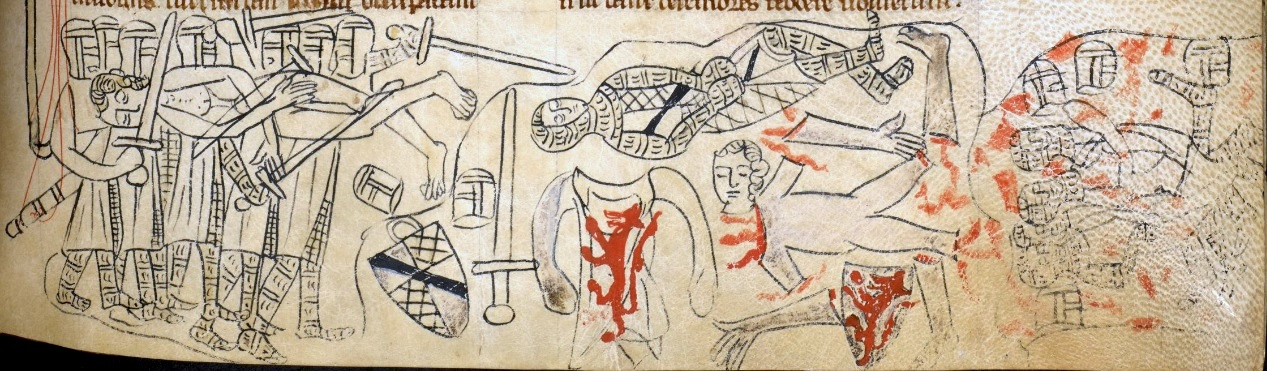
Средневековый манускрипт, изображающий расчленённое тело Симона де Монфора на поле битвы при Эвшеме

Правительство под руководством Симона де Монфора вскоре столкнулось с проблемами. Заключённый им 22 июня 1265 с принцем Гвинеда и Уэльса Лливелином ап Грифидом «Пиптонский договор» о союзе, сделал его фигуру непопулярной среди английских правителей Валлийской Марки. В мае Эдуард смог осуществить побег при поддержке Гилберта де Клера, который вскоре встал на сторону короля. Принц начал военную кампанию по отвоёвыванию земель, в то время как Монфор подавлял восстания в марках, которые были подавлены с помощью Грифида, после чего направился на восток для объединения со своим сыном Симоном. Эдуарду удалось быстрее настигнуть и загнать Симона-младшего в Замок Кенилуэрт, и 4 августа 1265 года Монфор был вынужден в невыгодных для себя условиях дать бой у Ившема превосходящим силам противника.Сражение быстро превратилось в резню, Симон был вскоре убит и расчленён прямо на поле боя. Несмотря на это, сопротивление королевской власти продолжалось, символом которого стал замок Кенилуэрт. В октябре 1266 года Кенилвортский приговор предоставил участникам восстания амнистию, и к концу года гарнизон сдался.

## Комментарии
a. ^  «Mise» в этом контексте означает соглашение. Использование этого термина в таком смысле в английском языке весьма редкое, и обычно используется для Амьенского и Льюисского соглашений. Само слово является женским причастием от французского глагола mettre (ставить), произносимого /ˈmiːz/.

b. ^  Текст аргументов Генриха и баронов (стр. 252-7 и 256-79), как и ответ Людовика (стр. 280-91), были отредактированы и опубликованы на изначальном латинском языке Трихорном и Сандерсом, вместе с параллельным переводом на английский язык.

c. ^  Было предложено, чтобы в документе была представлена фактическая позиция Генриха во время ранней встречи в сентябре, а не от январского арбитража.